# Галцињано
Галцињано (итал. Galzignano) је насеље у Италији у округу Падова, региону Венето.
Према процени из 2011. у насељу је живело 2782 становника. Насеље се налази на надморској висини од 17 м.

## Становништво
| 1931. | 1936. | 1951. | 1961. | 1971. | 1981. | 1991. | 2001. | 2011. |
| ----- | ----- | ----- | ----- | ----- | ----- | ----- | ----- | ----- |
| 4.096 | 4.374 | 4.804 | 4.304 | 4.220 | 4.292 | 4.147 | 4.225 | 4.416 |